# Buntschnabelkrähe
Die Buntschnabelkrähe (Corvus woodfordi) ist eine Vogelart aus der Gattung der Raben und Krähen (Corvus). Sie kommt auf den Salomonen vor. Das Artepitheton ehrt den britischen Naturforscher Charles Morris Woodford.

## Merkmale
Der Buntschnabelkrähe ist eine mittelgroße, kurzschwänzige Krähe mit einem hellen, massiven Schnabel, der eine dunkle Spitze aufweist. Sie erreicht eine Größe von 40 bis 41 cm. Die Männchen wiegen ungefähr 615 Gramm, die Weibchen 555 bis 568 Gramm. Der Schnabelfirst ist stark gebogen. Der Nasalborsten sind an der Stirn geteilt. Die Federn am Hals und am Kopf sind dünn und seidig. Das Gefieder ist vollständig schwarz mit einem leichten grünen Glanz. Die Iris ist braun oder grau bis stumpf blau-weiß. Der Schnabel ist elfenbeinfarben mit einer schwarzen Spitze. An den Kinnseiten  befindet sich zwischen den Schnabelhälften ein rosarotes, unbefiedertes Hautareal. Die Beine sind schwarz, die Sohlen orange. Die Geschlechter sind in der Gefiederfärbung ähnlich, jedoch werden die Männchen größer als die Weibchen. Die Jungvögel sind bisher unbeschrieben. Der Ruf besteht aus stakkatoartigen, schrillen Krächztönen, die schneller sind, als bei der Torreskrähe (Corvus orru).

## Verbreitung und Lebensraum
Das Verbreitungsgebiet erstreckt sich auf die Salomonen-Inseln Choiseul, Guadalcanal und Santa Isabel. Die Buntschnabelkrähe bewohnt Tiefland- oder Bergregenwälder in Höhenlagen bis 1000 m, selten bis 1250 m. Am weitesten ist sie auf den Hügeln verbreitet. Häufig ist sie im Waldinneren oder an Waldrändern zu beobachten. Manchmal geht sie in der Nähe von Kokosnussplantagen auf Nahrungssuche.

## Lebensweise
Die Buntschnabelkrähe ist ein Allesfresser. Die Nahrung besteht aus Insekten (hauptsächlich Käfern) sowie aus Früchten. Sie geht einzeln, paarweise oder in kleinen Gruppen im Blätterdach auf Nahrungssuche. Die Brutzeit findet vermutlich im südlichen Frühling statt. Die Buntschnabelkrähe ist ein standorttreuer Vogel.

## Status
Die IUCN stuft die Art in die Kategorie „nicht gefährdet“ (least concern) ein. Sie ist bisher wenig erforscht. Lokal ist sie ziemlich häufig.